# 이재범
이재범(1982년 11월 1일 ~)은 대한민국의 성우이다. 대원방송 성우극회 소속.
2010년 대원방송 성우극회 공채 2기로 입사하였다.

## 출연작

### 애니메이션
- 킹라이온 볼트론 포스 - 맥스
- SD건담 삼국전 - 장료, 전위, 주창, 안량, 주유, 장보
- 매일엄마 (SBS) - 조기천사
- 페어리 테일/페어리테일2 - 니르바나 편 - 나브/솔/마스터 골드마인/코브라
- 소년탐정 김전일 Original - 타카토 요이치 / 타츠미 세이마루 / 쿠라타 쇼이치 / 다카모리 코도우
- 유희왕 5D's - 존
- 후레쉬 프리큐어 - 웨스터
- 미라클체인지 퍼펙트반장 - 태영 / 대범
- 블루 드래곤 : 천계의 7룡 - 레드 드래곤 / 버밀리온
- 빠샤메카드 - 코르피오
- 완다가 간다 - 피퍼스 사령관
- 우리들이 있었다 - 카가와
- 원피스 Original - Mr.1 / 슈라 / 거프 / 버기 / 야솝 / 크로커다일 / 히루루크 / 스쿼드 / 달마시안 / 블루노 / 쿠로오비 / 트레볼
  - 원피스 스탬피드 - 버기 / 도베르만 / 달마시안
- 원피스 New 홀케이크 아일랜드 편 - 히그마
- 짱구는 못말려 극장판: 엄청난 태풍을 부르는 금창의 용사 - 아르마딜로
- 짱구는 못말려 극장판: 포효하라! 떡잎 야생왕국 - 운전사
- 신령사냥 (애니박스) - 야스히로
- 해파리 공주 (애니박스) - 포치
- 디지몬 크로스워즈 (챔프) - 다메몬 / 츠와몬 / 지지몬
- 드래곤볼Z 카이 (챔프) - 17호
- 슬램덩크 극장판 (애니박스) - 오경민
- 하트캐치 프리큐어! (대원방송) - 거미재키 (쿠모쟈키)
- 달의 요정 세일러문 (챔프) - 네프라이트
- 삼총사 : 용감한 친구들 - 아토스
- 드래곤 길들이기 : 버크의 라이더 (카툰네트워크)
- 뽀로로 극장판 슈퍼썰매 대모험 - 닌자B
- 엉뚱발랄 재키캣 (애니원) - 햄릿
- 캐스퍼와 친구들 (재능TV) - 친구1
- 쿵후팬더 : 영웅의 탄생 - 강철부리
- 헌터X헌터 리메이크 (애니맥스) - 비노르트
- 꼬마영웅 경찰차 프로디
- 토니스토리 : 깡통제국의 비밀
- 슈퍼배드2
- 팩맨과 유령의 모험 (애니박스) - 대통령
- 기동전사 건담 AGE (챔프)
- 스파이크 - 레이먼드
- 괴도 조커 (카툰네트워크)
- 포켓몬스터 W (투니버스) - 포켓몬 밀렵꾼 대장
- 신비아파트 고스트볼 Y 6번째 챕터 첫 번째 이야기 - 우귀(예정)

### 외화
- 가면라이더 디케이드 - 스와로테일 / 블루 / 가이 (카와하라 카즈히사)
- 가면라이더 더블 - 메모리, 나레이션
- 가면라이더 오즈
- 극장판 가면라이더 이그제이드: 트루 엔딩 - 김성운
- 이브(EBS) - 케인
- 파워레인저 미라클포스 (챔프) - 유성의 데레프터 (코야마 리키야)
- 파워레인저 캡틴포스 (챔프) - 바리조그 (신도 가쿠), 엔진 마하팔콘
- 파워레인저 고버스터즈(챔프) - 치타닉 (故 후지와라 케이지)
- 파워레인저 다이노포스 (챔프) - 소지후 (그린 다이노) (시오노 아키히사)
- 파워레인저 트레인포스 (애니박스) - 총재
- 파워레인저 갤럭시포스 (애니원) - 쿠에르보, 돈 아르마게
- 파워레인저 루팡포스 vs 패트롤포스 (애니원) - 오한빛 (패트롤 1호) (유키 코세이)

### 게임
- 스타프로젝트온라인 - 최강민
- 블랙서바이벌 - 윌리엄
- 리그오브레전드 - 브라움
- 오버워치 - 토르비욘
- 최강의 군단 - B
- 삼국블레이드